# 1-й полк греческой лёгкой пехоты (Великобритания)
1-й полк гре́ческой лёгкой пехо́ты (1810—1812, англ. 1st Regiment Greek Light Infantry) — полк лёгкой пехоты, сформирован в период 1810—1812 годов как местное подразделение на британской службе, состоящее главным образом из греческих, а также албанских, как англичане именовали двуязычных православных сулиотов), рядовых и греческих и британских офицеров. Полк действовал главным образом на Ионических островах, бывших до Французской революции владениями Венецианской республики и перешедших затем под французский (1797:IV -301), российский (1799:IV - 304), снова французский (1807:IV -306) и британский (1809:IV - 307) контроль.
К концу Наполеоновских войн и в период 1812-16 годов полк стал регулярным соединением британской армии под именем 1st Greek Light Infantry («The Duke of York’s») (1812-16).

## Предыстория
Период XIII—XV веков средневековой греческой истории, отмеченный потерей (имперской) государственности сопровождался как военной самоорганизацией греческой нации, выраженной появлением и деятельностью иррегулярных клефтов и арматолов, так и военной службой и участием греков в военных действиях под флагами других европейских держав, в том числе в составе наёмных так называемых страдиотов (XV—XVIII века).
Последних греческая историография не связывает с освободительной борьбой греков, даже в случаях войн европейских армий и флотов против осман:I - 113.
Во второй половине XVIII века процесс создания греческих соединений был связан главным образом с Ионическими островами.
Ионические острова, избежавшие турецкой оккупации, были последними венецианскими владениями в греческих землях, полукольцом с запада примыкая к материку от северного Эпира до юга Пелопоннеса.
После того как войска революционной Франции, заняв Венецию и большинство её владений, установили контроль над Ионическими островами, они неоднократно переходили под контроль французов, русских и, наконец, англичан.
Во всех случаях оккупационные власти предприняли шаги для создания греческих военных частей главным образом из клефтов и арматолов прилегающих Эпира, Средней Греции и Пелопоннеса.
При этом отмечается, что клефты и арматолы не вынашивали каких либо долгосрочных планов в отношении службы в этих соединениях. Для многих из них это был вынужденный шаг как в случае сулиотов, вынужденных покинуть свои горы в 1803—1804 годах, или клана Теодороса Колокотрониса, нашедшего здесь убежище от преследований турок и их приспешников.

## Место полка в греческой историографии XIX века
Хотя британские власти не ставили себе подобной задачи, полк де-факто содействовал ознакомлению с тактикой регулярной войны сотен иррегулярных греческих клефтов и арматолов накануне начавшейся через 5 лет после расформирования полка Освободительной войны греков (1821—1829) против Османской империи, c которой у англичан в этот период были дружественно-деловые отношения. Характерно что через несколько месяцев после роспуска полка, в мае 1817 года:IV - 310, британский наместник продал анклав Парга расположенный напротив Ионических островах Али-паше, который до его передачи англичанам успешно обороняли от турок французские соединения под командованием полковника Николаоса Папазоглу, бессменного командира Греческого легиона и греческого полка «Охотники Востока» французской армии, в ущерб интересов греческой нации.
При этом через полк прошли десятки ставших известными в ходе Освободительной войны греческих военачальников, и в первую очередь Теодорос Колокотронис, который в полку получил шлем драгуна античного образца. Колокотронис продолжал носить этот шлем в годы Освободительной войны (1821-29).
Этим моментом не преминули воспользоваться скульпторы воссозданного греческого государства (1829) которые в последующие десятилетия изображали Колокотрониса при античном шлеме, что частично (эпизодами) соответствовало истине.

## Предыстория британского греческого полка
В начале Наполеоновских войн Британская армия была небольшой по сравнению с армиями континентальных Франции и Российской империи и насчитывала около 40 тысяч человек.
Это была одна из причин почему Британская армия решая локальные и более широкие задачи была вынуждена использовать иностранных волонтёров в том числе французских роялистов, немцев, греков, и корсиканцев, для восполнения своих сил.
В 1813 году иностранные волонтёры составляли пятую часть армии, 52,000 человек, в то время как в целом британская армия насчитывала 250,000 человек
Между тем Османская империя, которая правила большинством грекоязычных территорий снова и снова принимала участие в альянсах с и против наполеоновской Франции.
Многие греки спасающиеся от османских преследований или местных разборок на материке оказались на Ионических островах, которые были вне досягаемости османских властей.
Небольшие промежутки времени когда Британия становилась противником Османской империи, не предоставяли грекам реальный шанс борьбы/войны за национальное освобождение.
Тем более что в отличие от (несбывшихся) надежд/иллюзий:I-191 первоначально на единоверную Россию, а затем на революционную Францию, греки не только не ожидали помощи от Британии, но рассматривали её если не врагом, то как минимум противником греческой свободы. Характерно заявление/предупреждение служившего в начале XIX века в греческих (французских) соединениях на Ионических островах военачальника и будущего героя Освободительной войны Маркоса Боцариса, в его прокламации: «Греки рабы там где развевается английский флаг» (В других, более широких и революционных интерпретациях — «Никто не может чувствовать себя свободным там где развевается британский флаг» и "Народы являются рабами там где развевается британский флаг ")
Когда Британия захватила Ионические острова она первоначально полагалась на небольшое число британских и иностранных британских сил, а также на местную добровольческую милицию, самая большая из которых находилась на острове Закинф (Занте), насчитывавшая 2,000 человек, и ещё 2,000 человек разбросанных по другим островам.
Волонтёры милиции были вооружены за свой счёт и не получали жалованья. Они были набраны из населения островов и из материковых греческих и албанских регионов. Волонтёры имели различный уровень подготовки и опыта.
Британские власти приняли решение сформировать элитное оплачиваемое подразделение из числа опытных военнослужащих и предоставить им дополнительную подготовку:20

## История полка с момента его официального формирования
Полк был сформирован на Ионических островах в марте 1810 года тогдашним армейским капитаном Ричардом Чёрчем который уже имел опыт командованием иностранным (не британским) соединением будучи командиром Королевских Корсиканских Рейнджеров (Royal Corsican Rangers).
В начале формирования полка его утверждённая численность составляла один батальон в 800 человек, но его фактическая численность составляла 548 офицеров и рядовых когда полк принял участие в своём первом сражении — успешном взятии от французов острова и крепости Лефкас (всё ещё именуемого Санта Мавра (Santa Maura) на венецианский манер, где полк понёс большие потери. Позже полк был переведен на Занте (Закинф) который служил его базой и где полк достиг своей полной утверждённой численности:19
В 1811 году Черч был произведен в звание майора, а Robert Oswald из 35-го полка (35th Foot) как полковник греческого корпуса лёгкой пехоты (Greek Light Infantry Corps), который в это время состоял только из одного номинального 1го полка размерами одного батальона
Начался набор во второй полк, чтобы довести численность состава до уровня корпуса, после чего Освальд был повышен до звания бригадного генерала корпуса.
Полк был введён в состав британской армии в 1812 году, став её официальным полком, и его штатный состав увеличился до 1129 человек всех званий.
Полк был послан на подавление восстания в Черногорию в июне того же года, но отказался от отправки в Сицилию в 1813 году.
Соединение подверглось инспекции, в ходе которой было обнаружено что оно находится в неудовлетворительном состоянии ("very indifferent state), без наличия полевого офицера и что ротные не могут установить дисциплину.
Чёрч был тяжело ранен в руку в ходе атаки на Лефкаду и после выздоровления не вернулся в полк.
Вместо этого он получил повышение в звание подполковника стал полковником комендантом (colonel commandant) 2го греческого лёгкого пехотного полка (2nd Greek Light Infantry), взяв с собой своего заместителя.
Как минимум один смещённый майор подвергся гражданской казни за неустановленное правонарушение, а другой был переведен в другую часть.
Это привело к тому что в феврале 1813 года, согласно правительственной газете ([Government gazette#United Kingdom) подполковника Henry Cuyler из 85 полка (85th Regiment of Foot (Bucks Volunteers)) назначили полковником комендантом греческого полка
Отряд греческого полка насчитывавший 250 человек принял участие в британской осаде Генуи и Ла-Специи весной 1814 года.
Полк был расформирован в 1816 году:19.

## Организация & администрация
Офицеры были греками, кроме британских полковых штабистов.
Повседневным языком полка был греческий; однако чтобы избежать путаницы когда полк или его части были в составе бригады вместе с другими британскими соединениями, для всех учений использовался английский язык.
Это обычно практиковалось во всех иностранных соединениях набранных англичанами в тот период.
Подразделения полка часто объединялись с другими иностранными соединениями как например в атаке на Св. Мавру, осаде Генуи и Ла Специи были также включены подразделения Калабрийского свободного корпуса (Calabrian Free Corps):20

## Униформа и снаряжение
По описанию 1810 года в приказах говорилось что «одежда и снаряжение должны быть выполнены на албанский манер». Рядовые носили красные куртки с жёлтыми манжетами и отделкой; для офицеров они были золотыми и белыми поверх белой рубашки, греческая фустанелла, бриджи и чулки:20
Головным убором обычно служила красная шапка (напоминающая (мароканскую) феску или маленький берет, как фарио который впоследствии стали носить греческие эвзоны).
На некоторых современных гравюрах офицеры и рядовые изображены носящими на голове повязки именуемые на греческом «кефало́десми» (κεφαλόδεσμοι — головные повязки/узлы) вместо шапок:20
Офицеры носили красный драгунский шлем с гребнем, как это отображено на гравюре Ричарда Черча и в более поздних изображениях (после начала Освободительной войны в 1821 году) военачальника Теодороса Колокотрониса, который продолжал носить этот шлем.
Обувь состояла из того, что описывается как сандалии с завязками и на иллюстрациях напоминает мокасины, а также как «царухиа» (τσαρούχια") эвзонов, с той лишь только разницей, что они не имеют помпонов и имеют дополнительную шнуровку для надёжной фиксации.
Офицеры изображаются в более высоких туфлях, на более высоких каблуках или в коротких ботинках. Солдаты отказались нести английские рюкзаки, несли только ранцы:20.
Первоначально солдаты были вооружены мушкетами (вероятно, знакомые греческим клефтам «кариофилиа» (греч. καριοφίλια) — обрезными мушкетами, изначально производимыми итальянскими оружейниками Carolo e Figli («Кароло & Сыновья»), откуда пошло их эллинизированное название. Но постепенно солдаты стали предпочитать мушкеты британского производства и к 1813 были вооружены именно ими.
Они носили штыки на поясных ремнях вместо плечевых или поперечных ремней (что также было распространено в британской лёгкой пехоте и стрелковых частях):20
Офицеры носили более длинное холодное оружие типа сабли, как и их коллеги из лёгкой пехоты в западноевропейских армиях.
Предполагалось что и рядовым будут выданы пистолеты, но было «сочтено благоразумным» не выдавать их рядовым, так как согласно одному историку они (солдаты), в отличие от офицеров были 'всегда нестабильными'.
По крайней мере на одной современной (периода существования полка) гравюре художника Ч. Г. Смита (Charles Hamilton Smith) изображены рядовые сестринского греческого полка с пистолетами, на двух других работах художника Goddard изображён рядовой с одним пистолетом, возможно французского образца, а на другой гравюре офицер 1го полка с парой пистолетов и рядовой с одним:20–21.
Колокотронис носил пару пистолетов с гравировкой и богато украшенную кавалерийскую кирасу, которые сегодня выставлены в Национальном историческом музее Афин.
На картине выставленной сегодня в Британской королевской галерее (Royal Gallery), Ричард Чёрч изображён в подобном шлеме и кирасе, а также в металлических поножах и наколенниках с позолоченными львиными головами а также с плетёнными версией мундира сестринского полка
Оба этих романтизированных наряда, имитирующих древнегреческий стиль, вероятно, предназначались для официальных церемоний и, как правило, не использовались в бою, хотя Колоктронис носил шлем иногда в бою, даже после расформирования полка в 1816 году, в ходе Освободительной войны 1821—1829 годов.
Как офицеры они оба имели привилегию носить с собой пистолеты и в карьере Колокотрониса как клефта ношение более одного пистолета не было редкостью.

## Бывшие солдаты и офицеры полка в событиях после его расформирования
Полк не имел прямого отношения к разразившейся через пять лет после расформирования полка Освободительной войны.
Бывшие солдаты полка принявшие участие в Освободительной войне оставили в прошлом тактику регулярной армии и вернулись к своей излюбленной иррегулярной клефтской тактике.
Из числа бывших офицеров полка выделился сотник Димитриос Плапутас но более всех и до того самый известный военачальник — Теодорос Колокотронис, ставший негласным командующим повстанцев Пелопоннеса, а в более широком историческом плане самым известным военачальником Освободительной войны.
.
Пытаясь преодолеть греческую междоусобицу (в междоусобице был убит бывший офицер полка капитан Христос Паласкас) и используя свой авторитет среди повстанцев, Колоктронис несколько раз предлогал временным властям возрождающейся страны назначить своего бывшего сослуживца и командира (Черча) на пост главнокомандующего (!) «армии Греции», считая что, кроме прочего, иностранцу будет легче разрешать проблемы местничества.
Освободительная война греков была встречена монархиями Европы враждебно, либо настороженно.
Надежды что османам удастся подавить восстание не оправдались.
Война нарушала гео-политический порядок установленный Священным союзом, а действия повстанцев в Архипелаге, а также от Бейрута до Александрии создали проблемы торговле и мореплаванию и способствовала пиратству.
Не сумев предотвратить Греческую революцию, Великие державы стали ориентироваться на создание маленького автономного государства, подобного Дунайским княжествам.
При этом границы этого государства не должны были выходить за пределы Пелопоннеса. Особенно усердной в этом вопросе была Британская империя.
В начале Греческой революции Британия выступала за нерушимость Османской империи, но к 1826 году её дипломатия пришла к выводу, что Греческий вопрос следует закрыть предоставлением автономии, но только Пелопоннесу. Остальные греческие земли, включая Афины и Среднюю Грецию, должны были остаться под властью султана.
Восставшая страна остро нуждалась в финансах для продолжения войны. Предоставив ей возможность получения займа в Британии (1825), и при поддержке некоторых греческих политиков, Британия сумела утвердить в качестве командующего греческой армии Р. Черча, а командующим флотом адмирала Т. Кохрейна, что могло содействовать претворению британских геополитических планов.
Успешный поход греческого военачальника Г. Караискакиса по повторному освобождению Средней Греции (1827) (в котором отличился и бывший офицер полка Петимезас, Николаос:II - 374) и вероятное последующее освобождение Аттики и Афин препятствовали британским планам.
Убийство Караискакиса накануне последнего сражения в Средней Греции, в котором некоторые греческие историки видят «британскую руку» дало возможность Черчу и Кокрейну непосредственно возглавить армию убитого военачальника.
Д. Фотиадис пишет: 
«Заговор, привёдший к убийству Караискакиса, был исполнен в лучших традициях Британской империи. Считаю главными лицами этого заговора Кохрейна и его приспешников Маврокордато и Черча.»:III - 330,

Черч-Кокрейн переиграли план сражения подготовленный Караискакисом и под их командованием греческие повстанцы понесли самое большое поражение поражение на всём протяжении войны.
Оценки историков о роли этих двух англичан варьируют от нежелания рисковать жизнью за чужое дело (расположились для безопасности на берегу, в то время как высаживающиеся соединения без никакой организации шли Афинскому Акрополю. Немецкий врач Gosse, участник операции, писал: «Черч, вместо того чтобы возглавить наступление, разумно расположился на берегу возле лодчонки») до элементарной трусости (Адмирал Кохрейн и командующий Черч «устроили гонки к шлюпке». Черч разбил себе ногу о скалы, Кохрейн опоздал и поплыл в своём золотом мундире. Пришлось выбросить несколько человек из шлюпки, чтобы освободить для него место, но главным образом обвинения сводятся к тому, что это поражение было предписанным и преднамеренным.
Всё, чего достиг Караискакис в течение своего трёхмесячного похода, было сведено на нет. После поражения при Фалере, посланники патриарха Агафангела вновь стали собирать по всей Средней Греции подписи повиновения султану, что соответствовало британским геополитическим планам.
В числе сотен убитых повстанцев были десятки ветеранов «французских/русских/британских» легионов/полков Ионических островов.
Самый известный из них, Л. Вейкос, будучи уверенным что командующие ведут повстанцев к катастрофе, успел отослать дочери своё серебряное оружие, «на чёрный день, после его гибели».

Английский (шотландский) историк Джордж Финлей в дальнейшем писал о Черче: 

«Его карьера в Греции, как военного, отмечена исключительной неудачей. Его планы ни разу не привели к удачному результату. И в том единственном случае, когда была дана возможность произвести операцию большого масштаба, результатом стала самая большая катастрофа, которая случилась когда-либо с греческой армией.».

Иоанн Каподистрия, возглавивший Грецию к этому времени, отказался принять Кокрейна и передал ему, чтобы он снял со своего мундира греческие знаки различия и покинул страну как можно быстрее.
С Черчем обошлись мягче — он остался в Греции.
Русско-турецкая война, разразившаяся в апреле 1828 года, через 7 лет после начала Греческой революции, дала Каподистрии новые возможности. Невзирая на протесты английской дипломатии и нарушая её планы, Каподистрия методически вывел военные действия за пределы Пелопоннеса. В октябре 1828 года по приказу Каподистрии, Д. К. Ипсиланти возглавил экспедицию в Среднюю Грецию и завершил войну здесь последним сражением и победой в сентябре 1829 года (Битва при Петре).
Черч возглавил операции на западе Средней Греции", при этом объективности ради отмечается что в этом случае он действовал против британских планов.